# لوون آبراهامیان (قوم‌نگار)
 لوون همایاکی آبراهامیان (ارمنی: Լևոն Հմայակի Աբրահամյան؛ زاده ۱ فوریهٔ ۱۹۴۷) تاریخ‌نگار، قوم‌نگار، نژادشناس اهل ارمنستان است. وی از سال میلادی تاکنون مشغول فعالیت بوده است.

## زندگی‌نامه
وی در ۱ فوریهٔ ۱۹۴۷ در ایروان به دنیا آمد و از دانشکده فیزیک دانشگاه دولتی ایروان و  (۱۹۷۸) فارغ‌التحصیل گشت. وی عضو فرهنگستان ملی علوم ارمنستان بود. وی در انستیتو باستان‌شناسی و قوم‌نگاری و دانشگاه دولتی ایروان وی همچنین برنده جوایزی همچون چهره فرهنگی شایسته جمهوری ارمنستان شد.

## یادداشت
1. ↑  պատմական գիտությունների թեկնածու
2. ↑  Միկլուխո-Մակլայի անվան ազգագրության և մարդաբանության ինստիտուտ
3. ↑  Միկլուխո-Մակլայի անվան ազգագրության և մարդաբանության ինստիտուտ